# Fyodor Petrovich Litke
O conde Fyodor Petrovich Litke (em russo:  Граф Фёдор Петро́вич Ли́тке) (São Petersburgo, 29 de setembro de 1797 — São Petersburgo, 28 de agosto de 1882) foi um oficial naval, navegador, geógrafo e explorador ártico russo. Foi promovido a almirante em 1855 e elevado a conde em 1866.

## Biografia
Litke iniciou a sua carreira naval em 1813. Fez parte da expedição em volta do mundo empreendida a bordo do navio russo "Kamchatka" de 1817 a 1819 sob o comando de Vasily Golovnin.
Nos anos de 1821 a 1824 Litke comandou a expedição organizada pela Marinha Imperial Russa para explorar as costas da ilha de Novaya Zemlya, o Mar Branco e a parte oriental do Mar de Barents. De 1826 a 1829, comandou uma viagem de exploração em a bordo do navio "Senyavin", no decurso da qual descreveu a costa ocidental do Mar de Bering, as ilhas Pribilof, as ilhas Bonin e as ilhas Carolinas, mapeando nesta viagem 12 ilhas até ali desconhecidas dos europeus.
Deve-se a Litke a ideia de construir um marégrafo com o respetivo registador (1839), aparelhos que por sua indicação foram construídos e instalados ao longo das costas russas do Oceano Ártico e do Oceano Pacífico em 1841.
Litke foi um dos fundadores da Sociedade Russa de Geografia e o seu presidente nos períodos de 1845 a 1850 e de 1857 a 1872.
Foi nomeado presidente da Comissão Científica Naval  da Rússia em 1846. Litke foi chefe do estado-maior e governador militar dos portos de Reval (hoje Tallinn) e de Kronstadt de 1850 a 1857. Em 1855, Litke foi feito membro do Conselho de Estado da Rússia (Государственный совет), um corpo legislativo complementar da Duma.

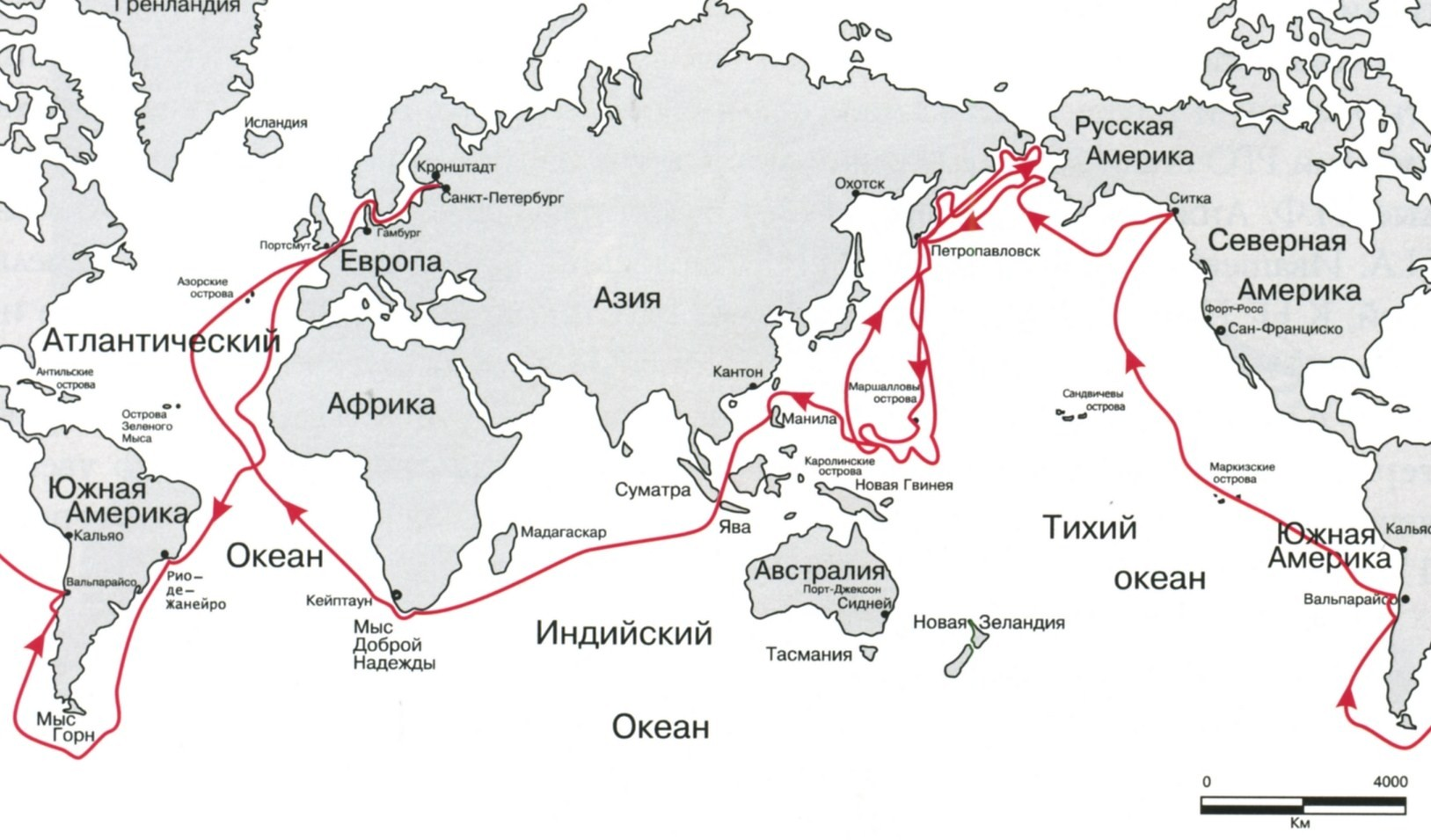
Rota do Senyavin 1826–1828

Em 1873 a Sociedade de Geografia da Rússia deu o nome de Litke à sua medalha de ouro e em sua honra foi atribuído o nome de "Litke" a um cabo, uma península, uma montanha e a uma baía em Novaya Zemlya. O seu nome foi também atribuído a um grupo de ilhas nas costas da Terra de Francisco José, na Baía de Baydaratskaya e no Arquipélago de Nordenskiöld. O Estreito de Litke, sito entre a Península de Kamchatka e a ilha Karaginsky, também o homenageia.
Litke era sócio correspondente (1829), sócio honorário (1855) e presidente (1864) da Academia Russa das Ciências de São Petersburgo. Era também sócio honorário de vários institutos e academias russos e estrangeiros e sócio correspondente da Academia Francesa das Ciências de Paris.